# ニコラス・ロンバーツ
ニコラス・ロンバーツ（Nicolas Lombaerts, 1985年3月20日 - ）は、ベルギー・ブリュッヘ出身の元サッカー選手。現役時代のポジションはディフェンダー。

## 経歴

### クラブ
クラブ・ブルッヘの下部組織出身だが、トップチームに昇格できず、2004年、KAAヘントでプロデビュー。その後、メキメキと頭角を現し、2007年にFCゼニト・サンクトペテルブルクへ移籍。1年目は、レギュラーには定着できなかったものの、及第点の活躍をしたが、2年目は膝の怪我でほぼ全休するなど不本意なシーズンに終わった。3年目もシーズン前半は前述の怪我で棒に振っていたが、2009年7月19日のFCテレク・グロズヌイ戦でようやく戦列復帰を果たした。2010年にゼニトとの契約を4年延長した。

### 代表
A代表初キャップは2006年5月11日行われたサウジアラビア代表との親善試合。EURO2008予選には3試合出場している。その後は2008年2月から2009年7月まで負った大怪我の影響もあり、代表からも遠ざかっていたが、恩師のディック・アドフォカート監督就任を境に代表にも復帰している。2010年10月12日のEURO2012予選、オーストリア戦で後半ロスタイムに代表初得点となる勝ち越しゴールを挙げた（ただし終了間際に同点とされた）。

## 人物
- 法律学校にも通い、母国語のフラマン語、フランス語のほかに、英語、ドイツ語、ロシア語も流暢に操るインテリである。

## 代表歴

### 出場大会
- ベルギー代表
  - 2014 FIFAワールドカップ

### 試合数
- 国際Aマッチ 39試合 3得点（2006年-2016年）[3]

| ベルギー代表 | 国際Aマッチ | 国際Aマッチ |
| 年           | 出場        | 得点        |
| ------------ | ----------- | ----------- |
| 2006         | 1           | 0           |
| 2007         | 3           | 0           |
| 2008         | 0           | 0           |
| 2009         | 3           | 0           |
| 2010         | 5           | 1           |
| 2011         | 6           | 1           |
| 2012         | 2           | 0           |
| 2013         | 4           | 0           |
| 2014         | 8           | 1           |
| 2015         | 6           | 0           |
| 2016         | 1           | 0           |
| 通算         | 39          | 3           |

## タイトル
FCゼニト・サンクトペテルブルク
- ロシア・プレミアリーグ
  - 2007, 2010, 2011-12, 2014-15
- ロシア・カップ
  - 2010
- ロシア・スーパーカップ
  - 2008, 2011
- UEFAカップ
  - 2008
- UEFAスーパーカップ
  - 2008